# Сан Ђорђо Монферато
Сан Ђорђо Монферато (итал. San Giorgio Monferrato) је насеље у Италији у округу Алесандрија, региону Пијемонт.
Према процени из 2011. у насељу је живело 1279 становника. Насеље се налази на надморској висини од 226 м.

## Становништво
| 1931. | 1936. | 1951. | 1961. | 1971. | 1981. | 1991. | 2001. | 2011. |
| ----- | ----- | ----- | ----- | ----- | ----- | ----- | ----- | ----- |
| 1.559 | 1.516 | 1.428 | 1.291 | 1.212 | 1.373 | 1.325 | 1.279 | 1.279 |